# Вязовов Владислав Миколайович
Владислав Миколайович Вязовов (4 серпня 1996; Тамбов, Росія) - український хокеїст, воротар.